# La Sota de Valderrueda
La Sota de Valderrueda es una localidad española del municipio de Valderrueda, en la provincia de León, comunidad autónoma de Castilla y León.
La iglesia está dedicada a san Vicente.
La localidad tiene un precioso puente clasicista sobre el río Cea con tres vanos de arcos escarzanos.

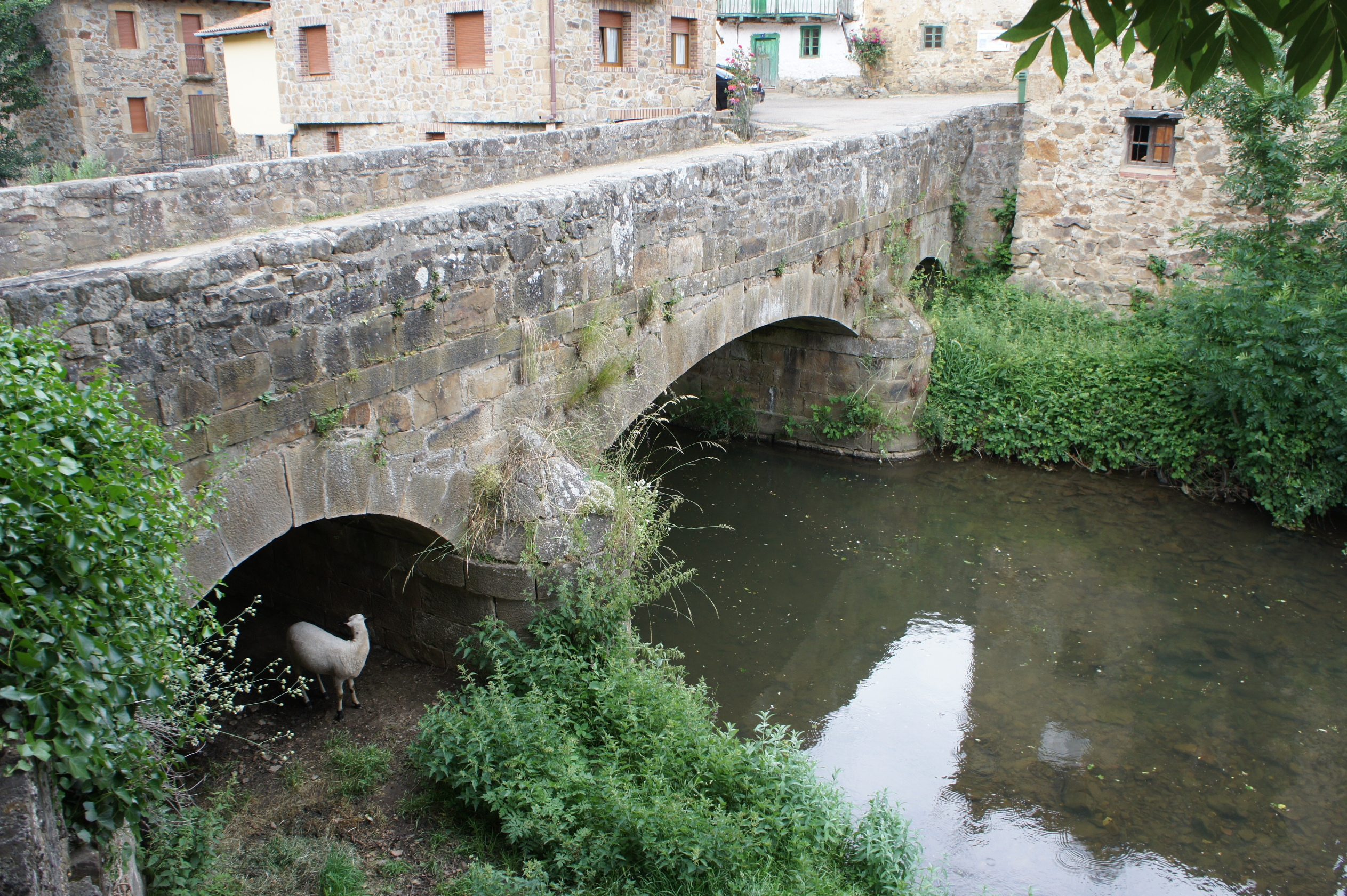
Puente sobre el río Cea.

## Localidades limítrofes
Confina con las siguientes localidades:
- Al norte con Morgovejo.
- Al sureste con Valderrueda.
- Al suroeste con Taranilla, San Martín de Valdetuéjar y Renedo de Valdetuéjar.

## Demografía
Evolución de la población
| Gráfica de evolución demográfica de La Sota de Valderrueda entre 2000 y 2017 |
|                                                                              |
| Población de derecho (2000-2017) según el padrón municipal del INE           |

## La Puente
Este puente, conocido popularmente por los lugareños como "la Puente", cuenta con 17 metros de longitud, tablero horizontal con un ancho útil de 4,50 metros, y 3 vanos a base de bóvedas escarzanas. Se trata de una estructura construida enteramente en sillería de piedra caliza, entre lo que destaca el buen trabajo de cantería en la regularidad y volumetría de las piezas, la buena disposición de las hiladas, sus juntas, la trabazón a soga y tizón de los sillares, y el trabajo en bóvedas y boquillas. 
Dispone de dos pilas-tabique que sobresalen de paramentos con cantos redondeados que hacen las veces de tajamares-espolones, y están adornadas con una imposta sobresaliente sobre las que se sitúan los cupulines o tejadillos de sección semicónica, en un trabajo meritorio que realza la obra civil. En extremos, los estribos se pierden en cubierta pero en el intradós de bóvedas también se aprecia un trabajo excelente a base de hiladas de buena sillería, especialmente en el estribo izquierdo, donde existe una flecha de arco mayor.
Sobre clave del arco central, y de manera longitudinal, se sitúa una gruesa imposta hasta cabeceras que se aleja de las claves de los arcos menores. En la superficie, en el tablero acotado por altos pretiles, destaca una primera hilada de sillar de gran volumen, y otras hiladas superiores de mampostería con remate en albardilla, obra que denota antigüedad. El firme actual es de aglomerado asfáltico y carece de viales peatonales. 